# Komora w Okręcie
Komora w Okręcie – jaskinia, a właściwie schronisko, w Dolinie Kościeliskiej w Tatrach Zachodnich. Wejście do niej znajduje się pod granią Organów w turni Okręt, na wysokości 1108 m n.p.m. Długość jaskini wynosi 12 metrów, a jej deniwelacja 8 metrów.

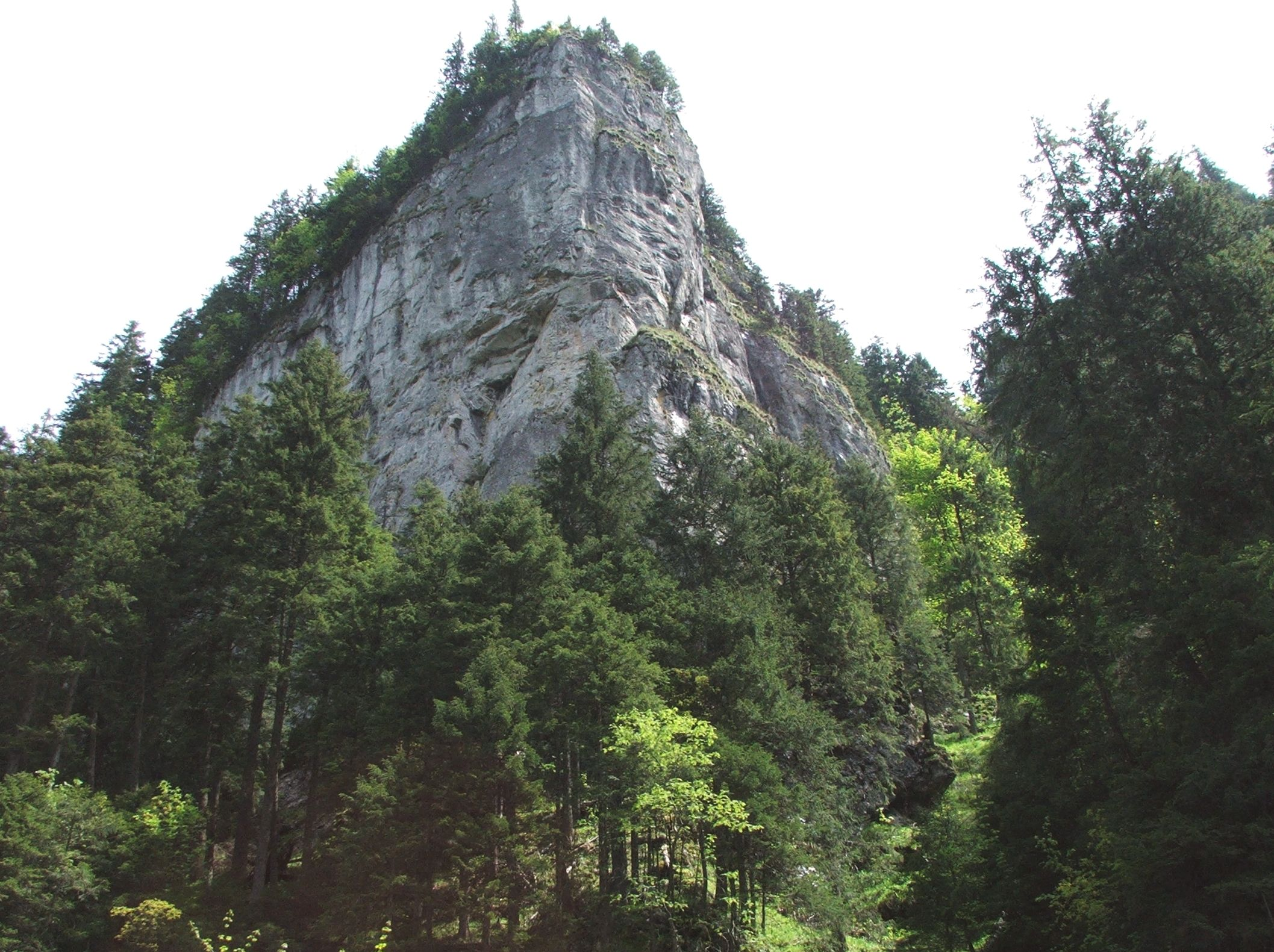
Turnia Okręt w Dolinie Kościeliskiej

## Opis jaskini
Jaskinię stanowi duża sala zaczynająca się zaraz za obszernym otworem wejściowym. Odchodzi od niej do góry krótka, wąska szczelina.

## Przyroda
W jaskini można spotkać nacieki grzybkowe. Ściany są suche, rosną na nich mchy i porosty.

## Historia odkryć
Jaskinia była prawdopodobnie znana od dawna. Jej opis i plan sporządziła w lipcu 1992 roku I. Luty przy pomocy T. Mardala.